# Little Nemo: The Dream Master
Little Nemo: The Dream Master (известная в Японии как Pajama Hero Nemo (яп. パジャマヒーロー NEMO Падзяма Хи:ро: Ни:мо)) — видеоигра-платформер, выпущенная для игровой приставки NES в 1990 году компанией Capcom. Сюжет основан на мультипликационном фильме «Маленький Немо: Приключения в стране снов», созданном японской студией Tokyo Movie Shinsha, который в свою очередь основывается на комиксах Little Nemo in Slumberland художника Уинзора Маккея. Музыку к игре написала композитор Дзюнко Тамия, указанная в титрах как «Gonzou».
В США игра поступила в продажу в сентябре 1990 года, за два года до выхода на американских экранах мультфильма «Маленький Немо: Приключения в стране снов». Таким образом продукт оказался без информационной поддержки, что, по мнению экспертов, объясняет низкие уровни продаж.

## Сюжет
Сюжет вращается вокруг маленького мальчика по имени Немо. Однажды вечером, когда Немо ложился спать, к нему на дирижабле спустилась подданная принцессы Камиллы из Страны Снов (англ. Slumberland), и попросила Немо поехать с ней, так как принцесса выбрала его своим игровым другом, Немо никогда не играл с девочками, но соглашается и отправляется в Сламберлэнд. Когда Немо ложится спать, он оказывается в нереальной стране сновидений — Сламберлэнде, и проживает те события вместе с жителями страны, и находит себе много друзей. Немо может бросать конфеты разным животным, съев которые, они впадают в гипнотический транс, и тогда Немо забирается в их шкуры. Это необходимо, чтобы пройти очередной уровень: каждое животное имеет собственное неповторимое свойство: карабкаться по стенам, высоко прыгать, летать, плавать. Цель игры — добраться до Страны Ночных Кошмаров и спасти короля Страны Снов Морфеуса из лап злого Короля Кошмаров.

## Геймплей
В игре Little Nemo: The Dream Master, игрок управляет Немо, перемещаясь слева направо по двухмерным платформенным уровням. В каждом уровне игрок должен отыскать и собрать определённое число (от пяти до семи) ключей, которые разбросаны по довольно обширным игровым уровням. Точное количество необходимых для завершения уровня указано в виде квадратиков с изображением замочной скважины рядом с дверью-выходом из уровня. На третьем уровне ключей от выхода больше, чем нужно, но в остальных ключей ровно столько, сколько необходимо для завершения уровня.
На каждом из уровней будут встречаться разные животные, покормив которых, игрок сможет воспользоваться их преимуществами. Одним из преимуществ можно считать то, что у животных линейка здоровья больше, чем у Нимо. Некоторые животные способны уничтожать врагов, в то время как сам Нимо может только временно их задерживать.

## Критика
Редактор Allgame Кристиан Хьюи высоко оценил игру, назвав её «удивительно креативным платформером с боковой прокруткой». Стивен Петит из Digital Trends назвал Little Nemo: The Dream Master «одной из лучших игр NES всех времен». Кристофер Боуэн из Gaming Bus написал, что Little Nemo: Dream Master «порой казался непростым делом, даже по стандартам игр NES». Далее Боуэн дал игре оценку «B-», отметив также, что она принадлежит ко второму уровню лицензированных игр Capcom.

## Примечание
1. 1 2  Huey, Christian. Little Nemo: The Dream Master - Review (англ.). AllGame. All Media Network. Дата обращения: 23 февраля 2018. Архивировано 15 ноября 2014 года.
2. ↑  The best NES games of all time (англ.). Digital Trends[англ.]. Дата обращения: 27 октября 2019. Архивировано 29 октября 2019 года.
3. ↑  Then and Now: Little Nemo: The Dream Master (NES) (англ.). Gaming Bus. Gaming Bus. Дата обращения: 12 августа 2018. Архивировано из оригинала 11 января 2015 года.